# Matriz inversa
Uma matriz quadrada {\displaystyle A} é dita invertível (ou não singular) quando existe outra matriz denotada {\displaystyle A^{-1}} tal que
{\displaystyle A^{-1}\cdot A=I}
e
{\displaystyle A\cdot A^{-1}=I}
onde {\displaystyle I} é a matriz identidade.

## Propriedades
Considerando-se {\displaystyle A} uma matriz invertível, esta possui as seguintes propriedades:
1. A matriz inversa é única. Esta propriedade é decorrente de o conjunto das matrizes quadradas nxn com a operação binária de multiplicação de matrizes formar um monoide.
2. A matriz inversa de uma matriz invertível é também invertível, sendo que a inversa da inversa de uma matriz é igual à própria matriz: {\displaystyle A={\left(A^{-1}\right)}^{-1}}[1]
3. A matriz transposta de uma matriz invertível é também invertível, e a inversa da transposta é a transposta da inversa: {\displaystyle (A^{t})^{-1}=(A^{-1})^{t}}, ou seja, {\displaystyle \exists {\left(A^{-1}A^{t}\right)}^{-1}}[2]
4. A inversa de uma matriz multiplicada por um número (diferente de zero) é igual à matriz inversa multiplicada pelo inverso desse número, ou seja, {\displaystyle {\left(n\cdot A\right)}^{-1}=n^{-1}\cdot A^{-1}}
5. O inverso do produto de matrizes invertíveis é igual aos produtos das inversas dessas matrizes com a ordem trocada, ou seja, {\displaystyle {\left(A_{1}A_{2}A_{3}...A_{n}\right)}^{-1}=A_{n}^{-1}...A_{3}^{-1}A_{2}^{-1}A_{1}^{-1}}[2]
6. Em geral, uma matriz quadrada sobre um anel comutativo é invertível se e somente se o seu determinante  é uma unidade do anel (se {\displaystyle \operatorname {det} \ A\neq 0.})

## Pré-multiplicação
A pré-multiplicação é útil quando se quer isolar uma matriz em um lado de uma equação. Por exemplo, sejam A, B e C matrizes, com A invertível, tais que
{\displaystyle C=AB.}
Para expressar a matriz B em termos das outras duas, basta multiplicar ambos os membros da igualdade pela inversa de A:
{\displaystyle B=A^{-1}AB=A^{-1}C.}

## Inversa da matriz identidade
A matriz inversa de uma matriz identidade é sempre igual à própria matriz identidade.
{\displaystyle I^{-1}=I}
Isso ocorre pois:
{\displaystyle I\cdot I=I}

## Determinação da inversa

### Aplicação da definição de inversa
Este método de procura da inversa consiste em partir de uma matriz quadrada genérica, com incógnitas em vez de valores e aplicar a seguinte propriedade:
{\displaystyle \mathbf {A} ^{-1}\cdot \mathbf {A} =I}
Exemplo
Se queremos descobrir a inversa da matriz {\displaystyle \mathbf {A} } de dimensões 2 x 2 representada abaixo recorremos a uma matriz genérica que nos permitirá multiplicar as matrizes:
{\displaystyle \mathbf {A} ={\begin{bmatrix}2&1\\4&3\end{bmatrix}}}
{\displaystyle \mathbf {A} ^{-1}={\begin{bmatrix}a&b\\c&d\end{bmatrix}}}
Associamos símbolos arbitrariamente à inversa da nossa matriz original – nosso objectivo é determinar os valores de a, b, c e d. Para isso aplicaremos a definição de inversa:
{\displaystyle {\begin{bmatrix}2&1\\4&3\end{bmatrix}}\cdot {\begin{bmatrix}a&b\\c&d\end{bmatrix}}={\begin{bmatrix}1&0\\0&1\end{bmatrix}}}
Resolvendo essa multiplicação de matrizes somos conduzidos a um sistema de equações:
{\displaystyle \left\{{\begin{matrix}2a+c=1\\2b+d=0\\4a+3c=0\\4b+3d=1\end{matrix}}\right.}
Logo:
{\displaystyle \mathbf {A} ^{-1}={\begin{bmatrix}{\frac {3}{2}}&{\frac {-1}{2}}\\-2&1\end{bmatrix}}}
No caso de a matriz que queremos inverter não ser na realidade invertível, chegaríamos a um sistema impossível.

### Solução analítica
Escrever a transposta da matriz dos cofatores, conhecida como matriz adjunta, também pode ser uma forma eficiente de se calcular a inversa de matrizes pequenas, mas esse método recursivo é ineficiente para matrizes grandes. Para obter a inversa, calcula-se a matriz dos cofatores:
{\displaystyle \mathbf {A} ^{-1}={1 \over {\begin{vmatrix}\mathbf {A} \end{vmatrix}}}\left(\mathbf {C} ^{\mathrm {T} }\right)_{ij}={1 \over {\begin{vmatrix}\mathbf {A} \end{vmatrix}}}\left(\mathbf {C} _{ji}\right)={1 \over {\begin{vmatrix}\mathbf {A} \end{vmatrix}}}{\begin{pmatrix}\mathbf {C} _{11}&\mathbf {C} _{21}&\cdots &\mathbf {C} _{n1}\\\mathbf {C} _{12}&\mathbf {C} _{22}&\cdots &\mathbf {C} _{n2}\\\vdots &\vdots &\ddots &\vdots \\\mathbf {C} _{1n}&\mathbf {C} _{2n}&\cdots &\mathbf {C} _{nn}\\\end{pmatrix}}}
em que |A| é o determinante de A, Cij é a matriz dos cofatores, e CT representa a matriz transposta da matriz dos cofatores (matriz adjunta).
Para a maioria das aplicações práticas, não é necessário inverter uma matriz para resolver um sistema de equações lineares; no entanto, para que haja uma solução única, é preciso que a matriz envolvida seja invertível.
Técnicas de decomposição tais como a decomposição LU são muito mais rápidas do que a inversão, e foram desenvolvidos diversos algoritmos para tipos especiais de sistemas lineares.

#### Inversão de matrizes 2×2
A equação de cofatores listada acima produz o seguinte resultado no caso particular das matrizes invertíveis de ordem 2. A inversão dessas matrizes pode ser feita facilmente como segue:
{\displaystyle \mathbf {A} ^{-1}={\begin{bmatrix}a&b\\c&d\\\end{bmatrix}}^{-1}={\frac {1}{\det(\mathbf {A} )}}{\begin{bmatrix}\,\,\,d&\!\!-b\\-c&\,a\\\end{bmatrix}}={\frac {1}{ad-bc}}{\begin{bmatrix}\,\,\,d&\!\!-b\\-c&\,a\\\end{bmatrix}}.}
Logo, inverte-se a ordem dos elementos da diagonal principal e troca-se o sinal dos elementos da diagonal secundária. Isso é possível porque 1/(ad-bc) é o inverso do determinante da matriz em questão, e a mesma estratégia pode ser usada para matrizes de outros tamanhos.

### Aplicação da eliminação de Gauss-Jordan
Uma outra forma de determinar a inversa duma matriz é utilizando a eliminação de Gauss-Jordan .
Escrevem-se lado a lado a matriz que queremos inverter e a matriz identidade. De seguida, aplicam-se sucessivas operações elementares sobre as linhas da matriz a inverter, de modo a transformá-la na matriz identidade, aplicando as mesmas operações à matriz identidade. No final do processo, a matriz identidade tornou-se a matriz inversa procurada. Simbolicamente:
{\displaystyle [A|I]\longrightarrow [I|A^{-1}].}
Exemplo: Partimos da mesma matriz do exemplo anterior:
{\displaystyle {\begin{bmatrix}2&1\\4&3\end{bmatrix}}{\begin{bmatrix}1&0\\0&1\end{bmatrix}}{\overrightarrow {L_{2}\leftarrow (L_{2}-2L_{1})}}{\begin{bmatrix}2&1\\0&1\end{bmatrix}}{\begin{bmatrix}1&0\\-2&1\end{bmatrix}}{\overrightarrow {L_{1}\leftarrow (L_{1}-L_{2})}}{\begin{bmatrix}2&0\\0&1\end{bmatrix}}{\begin{bmatrix}3&-1\\-2&1\end{bmatrix}}{\overrightarrow {L_{1}\leftarrow (L_{1}/2)}}{\begin{bmatrix}1&0\\0&1\end{bmatrix}}{\begin{bmatrix}{\frac {3}{2}}&-{\frac {1}{2}}\\-2&1\end{bmatrix}}}
A última matriz é a inversa procurada:
{\displaystyle A^{-1}={\begin{bmatrix}{\frac {3}{2}}&-{\frac {1}{2}}\\-2&1\end{bmatrix}}}

### Determinação da matriz inversa pela matriz adjunta
Existe uma maneira de calcular a matriz inversa utilizando-se da matriz adjunta (que é a transposta da matriz de cofatores). Este método não é muito eficiente, porém pode vir a ser útil quando se conhece os determinantes das submatrizes.
Para calcular um cofator, utilizaremos da seguinte fórmula:
{\displaystyle C_{i,j}=(-1)^{i+j}.det(A_{-i,-j})}
Onde i é a linha, j a coluna, e {\displaystyle det(A_{-i,-j})} é o determinante da submatriz que exclui a linha i e a coluna j.
Após criarmos uma matriz de cofatores, calculamos sua adjunta, que nada mais é que a transposta da matriz de cofatores. Em linguagem matemática, temos:
{\displaystyle Adj(A)=(cof(A))^{t},}
e então aplicamos a seguinte fórmula:
{\displaystyle \mathbf {A} ^{-1}={\frac {1}{\det(\mathbf {A} )}}\cdot {\mbox{adj}}(\mathbf {A} ).}
então teremos a matriz inversa de A.
Exemplo:
Seja :{\displaystyle A={\begin{bmatrix}2&1\\4&3\end{bmatrix}}}
Seus cofatores serão:
{\displaystyle C_{1,1}=(-1)^{1+1}.det(A_{-1,-1})=1.3=3}
{\displaystyle C_{1,2}=(-1)^{1+2}.det(A_{-1,-2})=(-1).4=-4}
{\displaystyle C_{2,1}=(-1)^{2+1}.det(A_{-2,-1})=(-1).1=-1}
{\displaystyle C_{2,2}=(-1)^{2+2}.det(A_{-2,-2})=1.2=2}
Então teremos a matriz de cofatores
{\displaystyle cof(A)={\begin{bmatrix}3&-4\\-1&2\end{bmatrix}},} e sua adjunta será a transposta dessa matriz, portanto:
{\displaystyle adj(A)=(cof(A))^{t}={\begin{bmatrix}3&-1\\-4&2\end{bmatrix}},} e como {\displaystyle det(A)=2,} temos:
{\displaystyle \mathbf {A} ^{-1}={\frac {1}{2}}.{\begin{bmatrix}3&-1\\-4&2\end{bmatrix}}.} .

## Matriz em blocos
Estas fórmulas, desenvolvidas por Hans Bolz (1923) e Tadeusz Banachiewicz (1937), permitem inverter uma matriz escrita em forma de blocos:
{\displaystyle {\begin{bmatrix}\mathbf {A} &\mathbf {B} \\\mathbf {C} &\mathbf {D} \end{bmatrix}}^{-1}={\begin{bmatrix}\mathbf {A} ^{-1}+\mathbf {A} ^{-1}\mathbf {B} (\mathbf {D} -\mathbf {CA} ^{-1}\mathbf {B} )^{-1}\mathbf {CA} ^{-1}&-\mathbf {A} ^{-1}\mathbf {B} (\mathbf {D} -\mathbf {CA} ^{-1}\mathbf {B} )^{-1}\\-(\mathbf {D} -\mathbf {CA} ^{-1}\mathbf {B} )^{-1}\mathbf {CA} ^{-1}&(\mathbf {D} -\mathbf {CA} ^{-1}\mathbf {B} )^{-1}\end{bmatrix}}}
ou:
{\displaystyle {\begin{bmatrix}\mathbf {A} &\mathbf {B} \\\mathbf {C} &\mathbf {D} \end{bmatrix}}^{-1}={\begin{bmatrix}(\mathbf {A} -\mathbf {BD} ^{-1}\mathbf {C} )^{-1}&-(\mathbf {A} -\mathbf {BD} ^{-1}\mathbf {C} )^{-1}\mathbf {BD} ^{-1}\\-\mathbf {D} ^{-1}\mathbf {C} (\mathbf {A} -\mathbf {BD} ^{-1}\mathbf {C} )^{-1}&\mathbf {D} ^{-1}+\mathbf {D} ^{-1}\mathbf {C} (\mathbf {A} -\mathbf {BD} ^{-1}\mathbf {C} )^{-1}\mathbf {BD} ^{-1}\end{bmatrix}}}
Os blocos podem ser de qualquer tamanho, desde que A e D sejam matrizes quadradas.